# MAN NL xx3
MAN NL xx3 – seria autobusów miejskich, produkowanych przez niemiecką firmę MAN.Ten autobus był także produkowany w oddziale MAN w Sadach koło Poznania. Producent stosował marketingową nazwę Lion's Single.
W latach 1996-2002 r rodzina niskopodłogowych autobusów sprzedała się w liczbie 4000 sztuk. Od 2004 roku jest produkowana zmodernizowana wersja serii NL xx3 opatrzona nazwą marketingową Lion’s City.

## Galeria

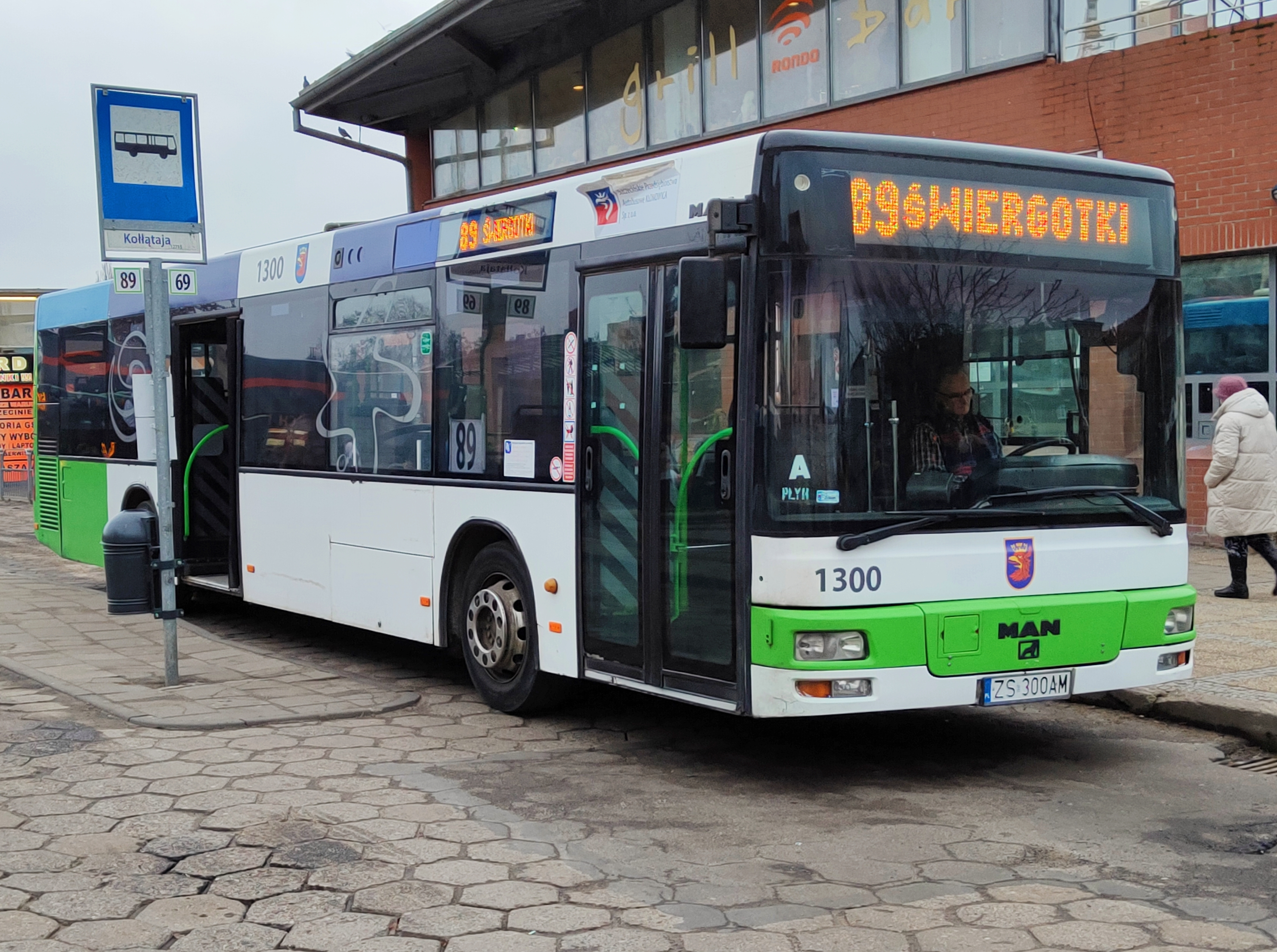
MAN NL 263 należący do Szczecińskiego Przedsiębiorstwa Autobusowego „Klonowica”
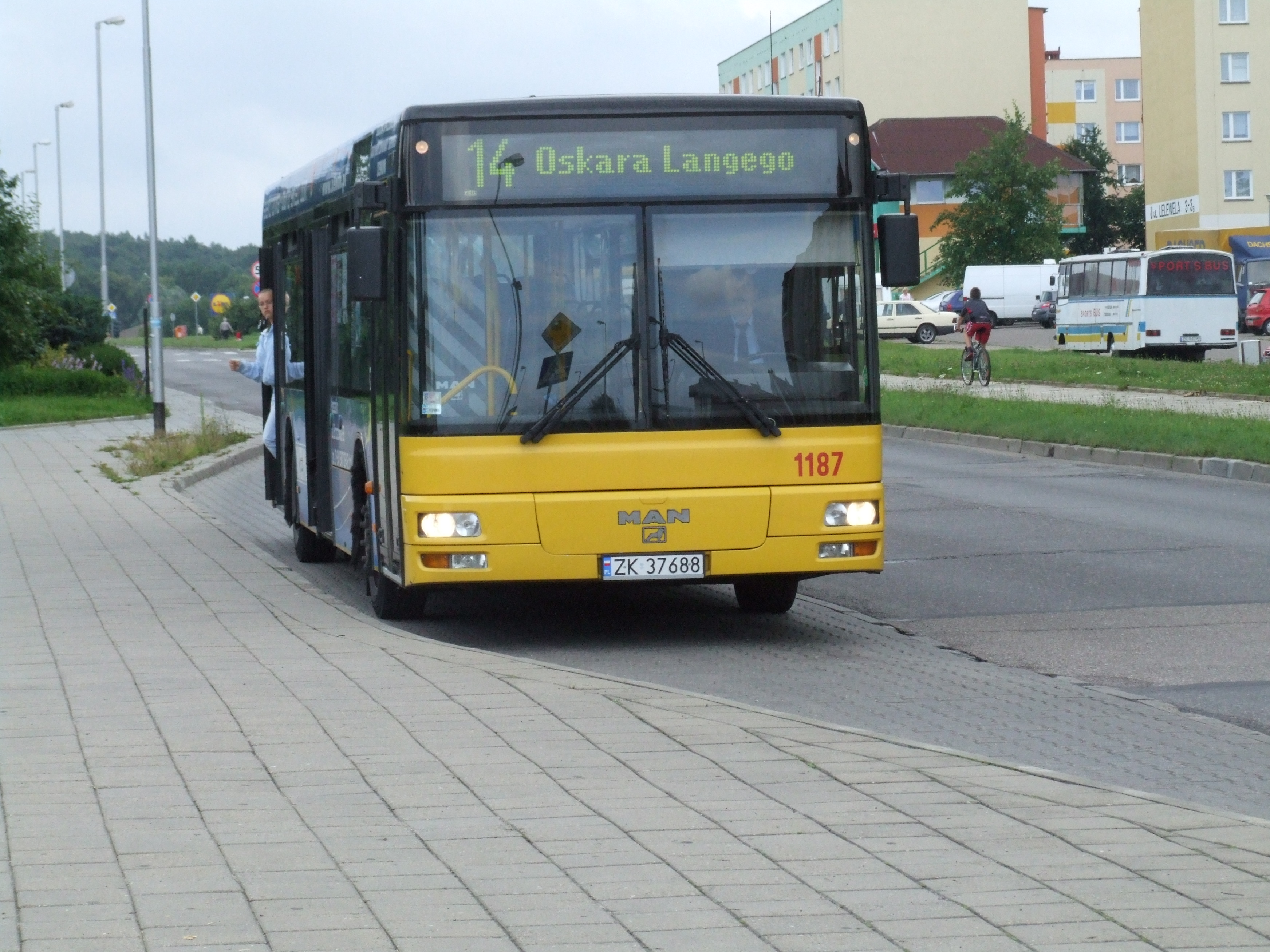
Przód MANa NL 223 (MZK Koszalin)
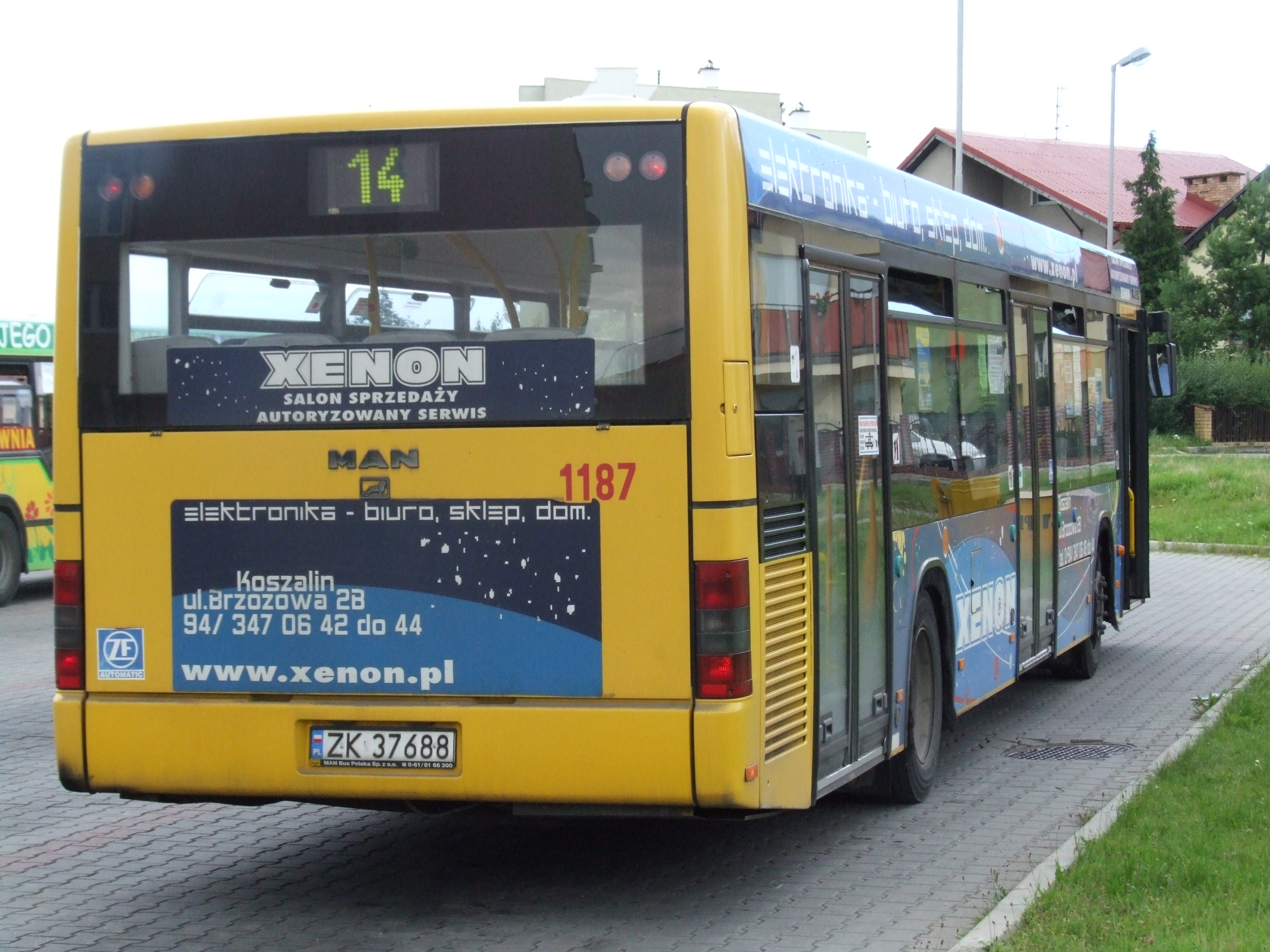
Tył MANa NL 223 (MZK Koszalin)
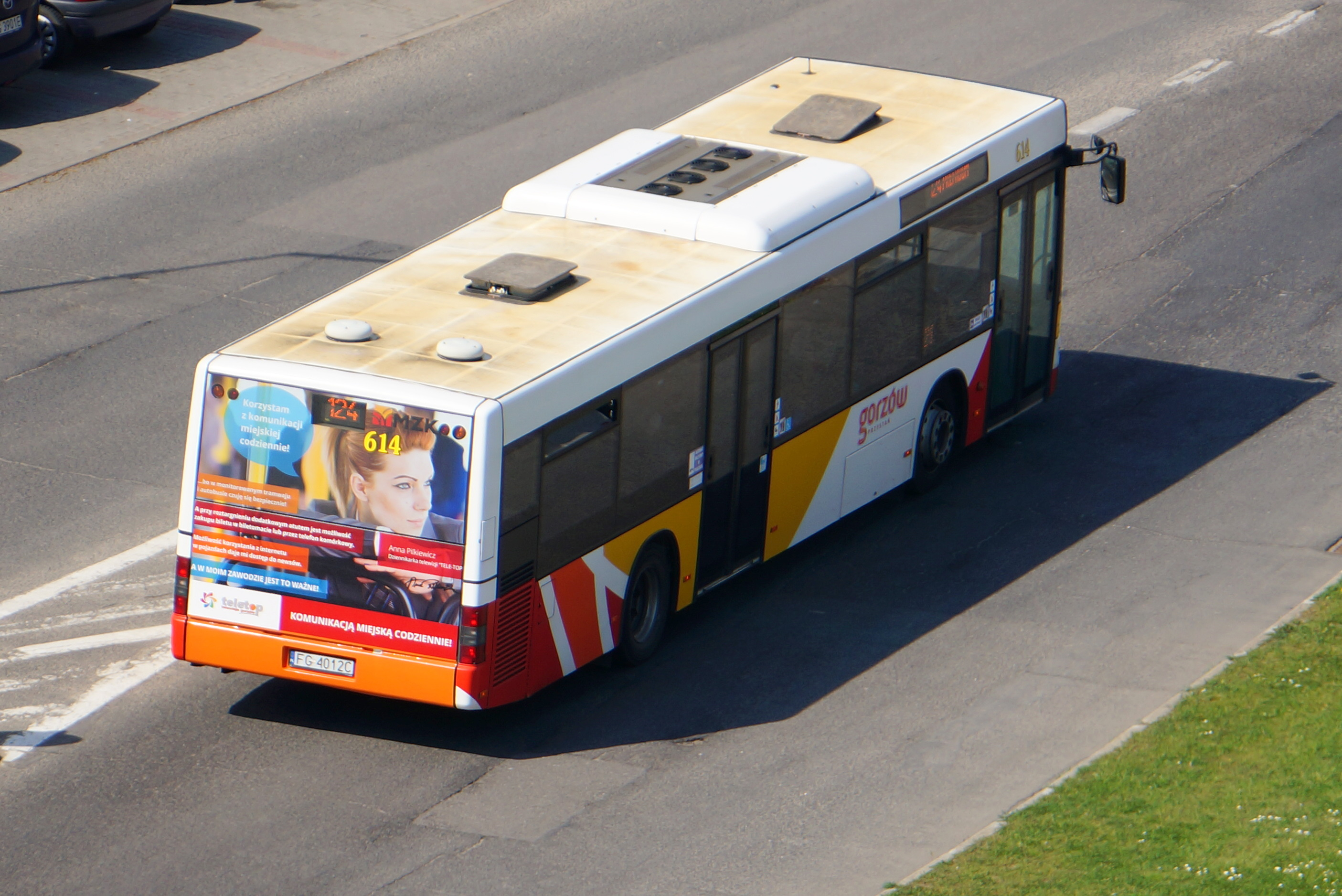
W barwach „Gorzów Przystań"
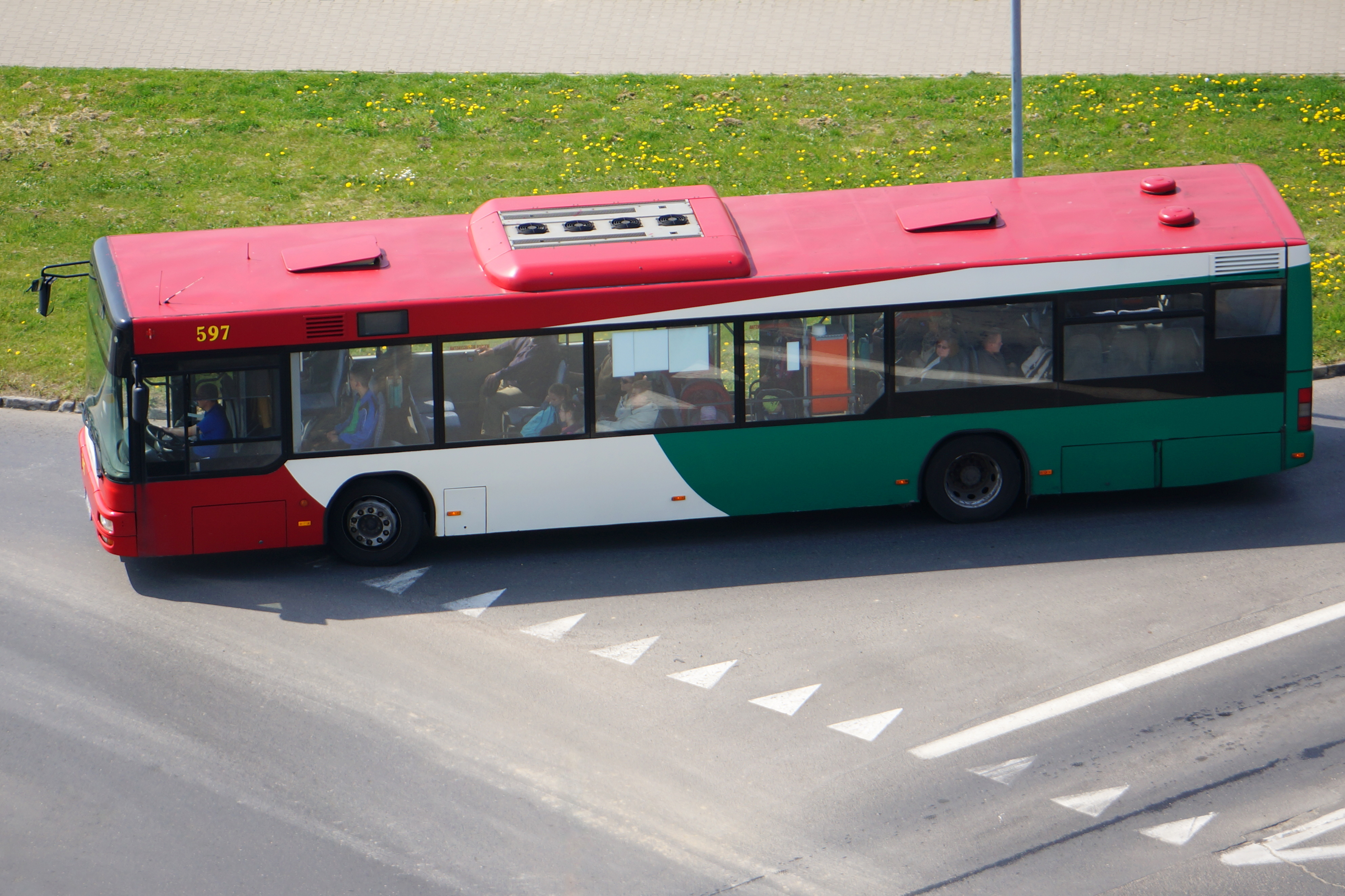
MAN NL 313 gorzowskiego MZK
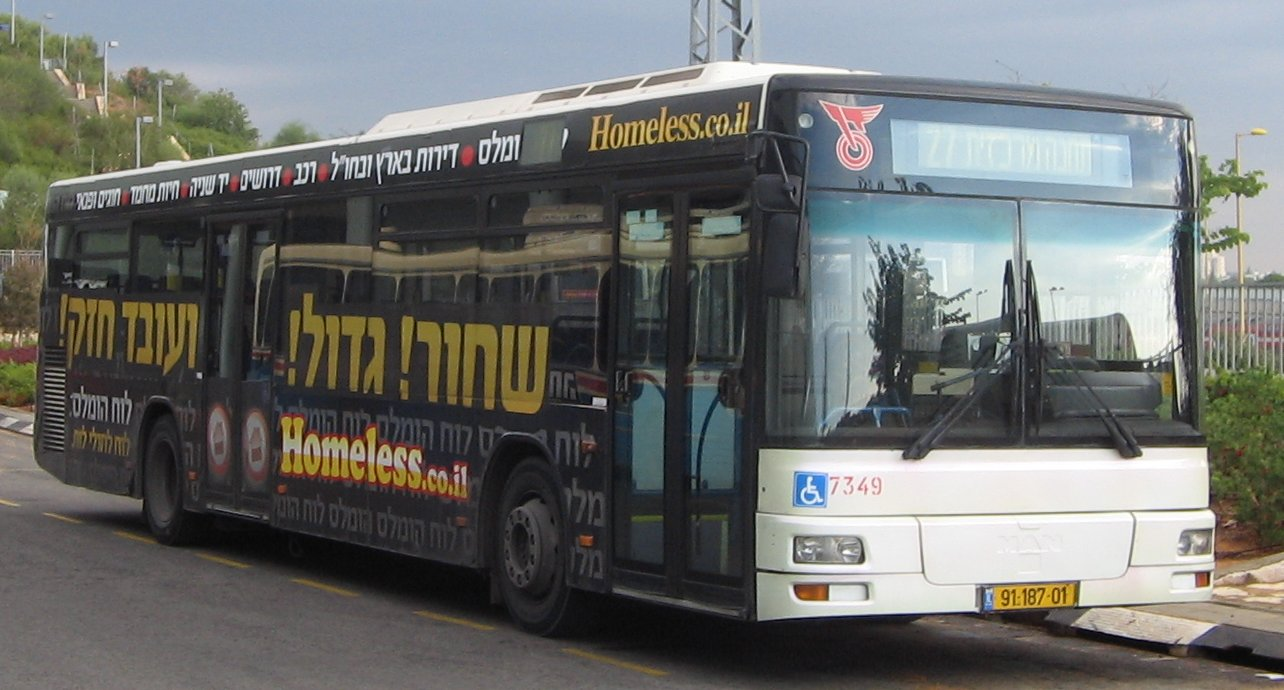
Jeden z dwudrzwiowych MANów NL 223
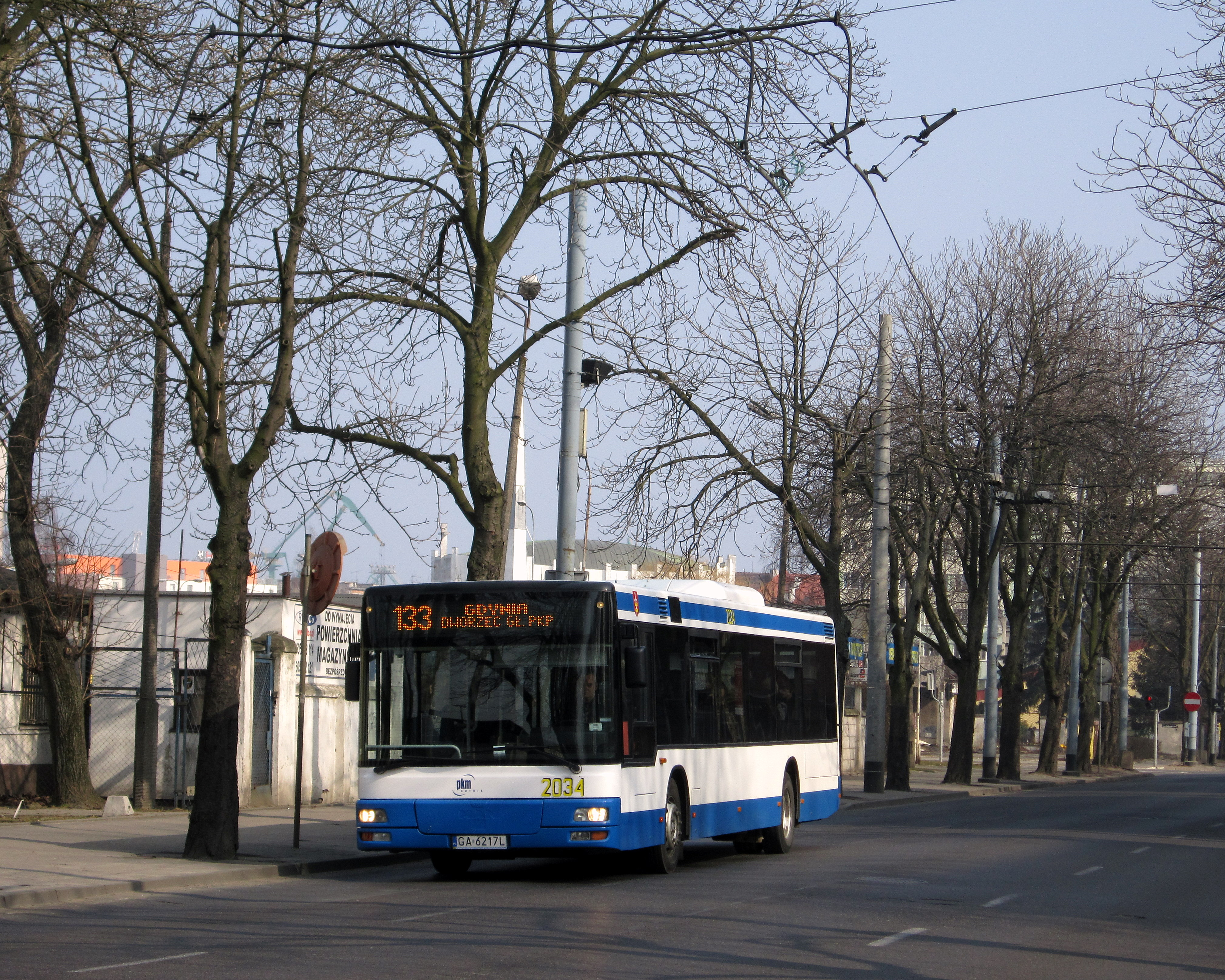
MAN NL263 w Gdyni
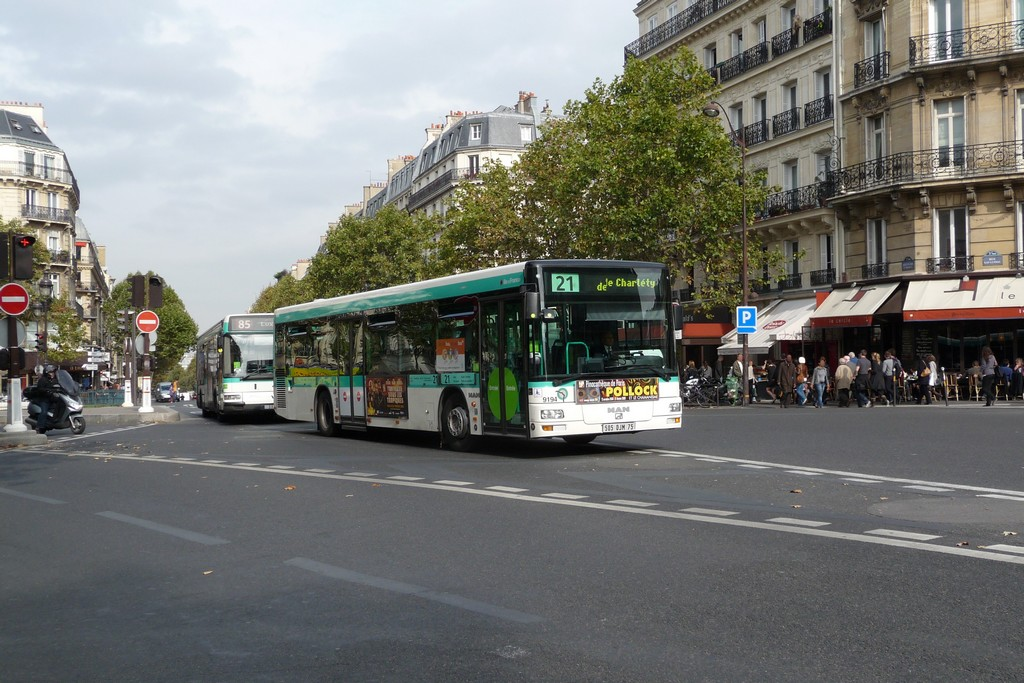
MAN NL223 w barwach paryskiego RATP
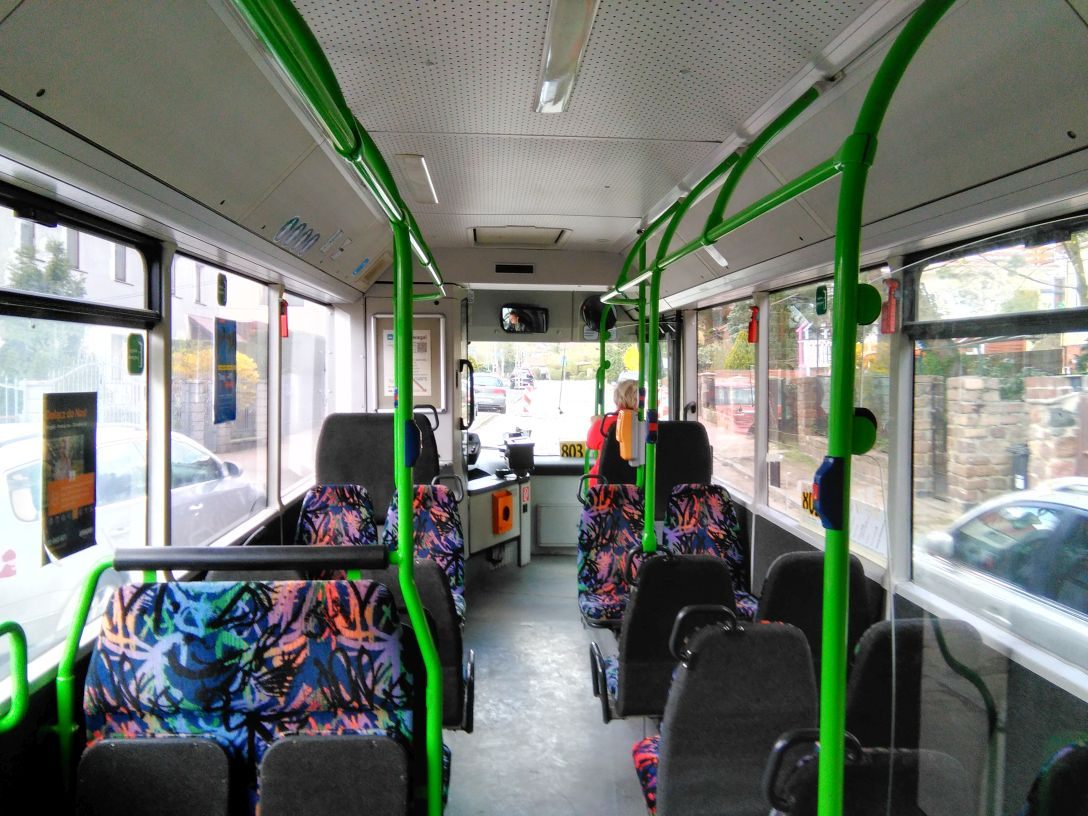
Wnętrze autobusu MAN NL263 należącego do PKS Szczecin